# Сламино
Сла̀мино е село в Югоизточна България, община Тунджа, област Ямбол.

## География
Село Сламино се намира на около 22 km югоизточно от областния център Ямбол. Разположено е югозападно от Бакаджиците, край два малки притока на река Боадере (от поречието на Тунджа). Климатът е преходноконтинентален, почвите в землището са преобладаващо смолници. Надморската височина в центъра на селото при сградата на кметството е около 147 m, в северния и североизточния му краища нараства до около 160 m, а в южния намалява до около 140 – 150 m.
Общинският път, минаващ през Сламино, води на югозапад през село Каравелово към връзка с първокласния републикански път I-7, на североизток – към връзка с третокласния републикански път III-5308 и с околните села Каменец, Саранско, Тамарино и други, а отклонение от него на югоизток води от Сламино до съседното село Робово.
В землището на Сламино има два микроязовира.
Населението на село Сламино, наброявало 838 души към 1934 г. и 937 към 1946 г., намалява до 147 (по текущата демографска статистика за населението) към 2019 г.
При преброяването на населението към 1 февруари 2011 г., от обща численост 186 лица, за 179 лица е посочена принадлежност към „българска“ етническа група.

## История
Село Сламино е споменато в османотурски регистри от 16 век и от 1606 г. под имената Салманлу и Салманлъ̀.
След края на Руско-турската война 1877 – 1878 г., по Берлинския договор селото остава на територията на Източна Румелия. От 1885 г. – след Съединението, то се намира в България с името Салманлари, Саманларе. Преименувано е на Сламино през 1934 г.
Първото училище в селото е открито през 1882 г. В Държавния архив – Ямбол, се съхраняват документи на/за Народно основно училище (НОУ) „Иван Рилски“ – с. Сламино, Ямболско“ от периода 1936 – 1976 г.
В Държавния архив – Ямбол, се съхраняват документи на/за: Трудово кооперативно земеделско стопанство (ТКЗС) „Октомврийска революция“ – с. Сламино, Ямболско (1948 – 1958); Обединено трудово кооперативно земеделско стопанство (ОТКЗС) „Октомврийска революция“ – с. Сламино (1958 – 1975) (и фонд 764); Производствена бригада – с. Сламино при АПК – с. Тенево, Ямболско (1976 – 1987); Бригада за селскостопанско производство – с. Сламино (1987 – 1989); Кооперативно земеделско стопанство „Единство“ – с. Сламино (1990 – 1992) и Кооперативно земеделско стопанство в ликвидация – с. Сламино (1992 – 1995). Посочва се също Земеделска кооперация „Житен клас“ – с. Сламино, Ямболско със съхранени документи от периода 1992 – 2005 г.

## Религии
В село Сламино се изповядва православно християнство.

## Обществени институции
Село Сламино към 2020 г. е център на кметство Сламино.
В село Сламино към 2020 г. има:
- действащо читалище „Христо Ботев – 1929“;[13][14]
- действаща само на големи религиозни празници православна църква „Свети Йоан Рилски“[15] (построена през 1929 г.[16]);
- пощенска станция.[17]

## Природни и културни забележителности
В околностите на Сламино са открити:
- останки от три антични (тракийски и римски) селища;
- на около 2 km северозападно от селото, върху купеновиден връх – следи от тракийска крепост;
- на 3 – 4 km южно от селото – останки от късноантично и от средновековно българско селище.

## Личности
- Слав Данев (р. 1947) – учител, политик и дипломат, роден в Сламино.